# Вінчестерський замок
Вінчестерський замок (англ. Winchester Castle) — середньовічна будівля у місті Вінчестер, графство Гемпшир, Англія. Він був заснований в 1067 році. До наших днів зберігся тільки Великий зал; в ньому знаходиться музей історії Вінчестера.

## Історія
Вінчестерський замок займає чільне місце в англійській історії. Він, в основному, був побудований 1067 року після Нормандського завоювання Англії і періодично був місцем перебування королівського двору.
В 1141 році, під час анархії, сили імператриці Матильди оточили в замку і взяли у полон короля Стефана.

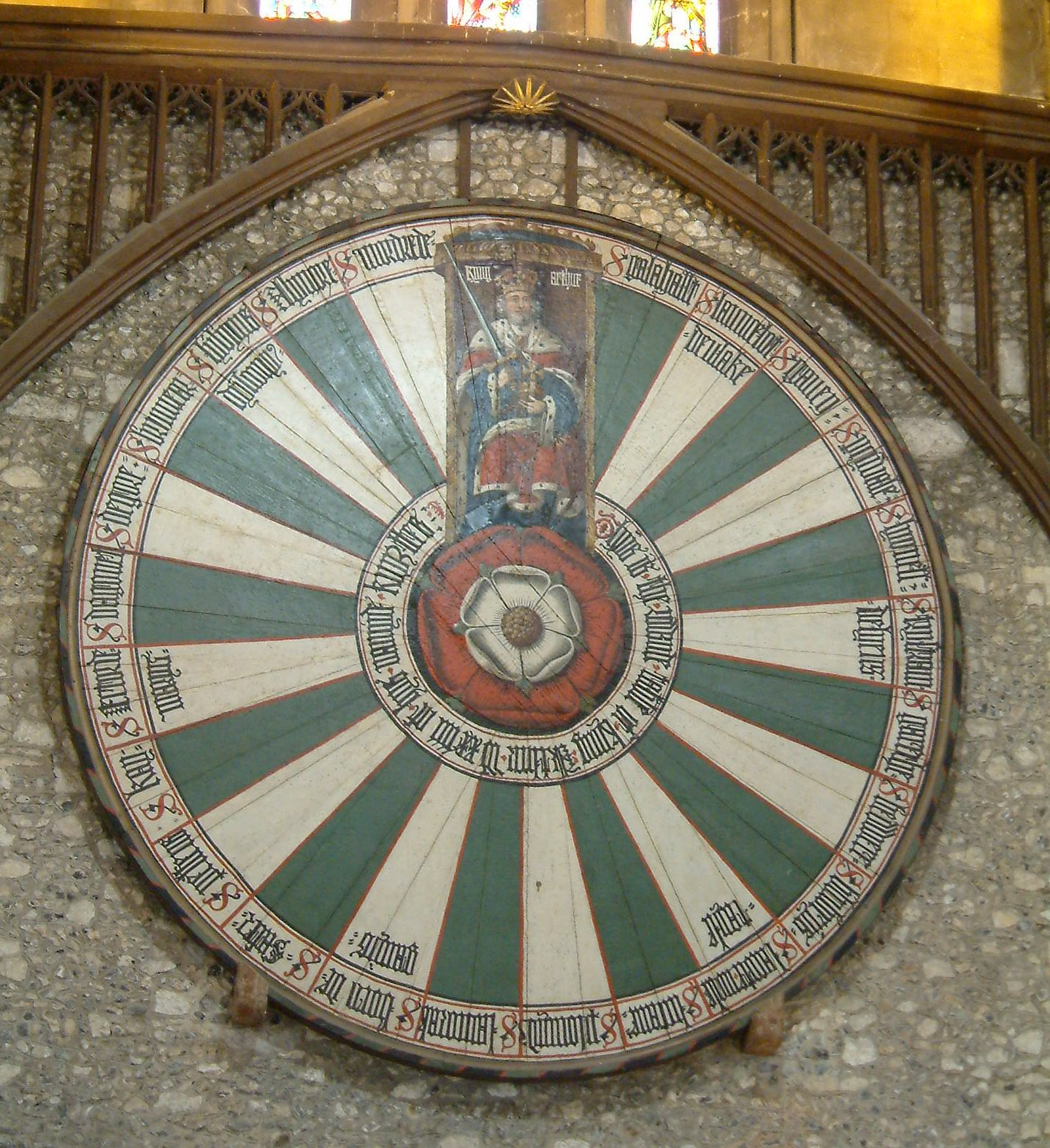
«Круглий стіл короля Артура» у Великому Залі, Вінчестерського замку

Між 1222 та 1235 роками Генріх III розширив замок, додавши до нього Великий Зал, який зберігся до теперішнього часу; тут нині — історичний музей. Тут же знаходиться знаменитий історичний артефакт — імітація Круглого столу легендарного короля Артура. У Вінчестері донині організовується Круглий стіл із 24 учасників, які претендують на багатовікову спадкоємність.
У 1302 році Едуард I та його друга дружина, Маргарита Французька, дивом уникнули смерті, коли королівські апартаменти замку були знищені вогнем.
Маргарет Йоркська, дочка короля Едуарда IV, народилася у замку, 10 квітня 1472 року.
Тут 17 листопада 1603 року сер Волтер Релі постав перед судом за звинуваченням у зраді, яка полягала в тому, що він після смерті королеви Єлизавети I замислив звести на престол Арабелу Стюарт, родичку законного претендента король Шотландії Якова VI, згодом короля Англії Якова I.